# Thal (Saint-Gall)
Pour les articles homonymes, voir Thal.
Thal est une commune suisse du canton de Saint-Gall, située dans la circonscription électorale de Rorschach.

Photo aérienne prise à 200 m par Walter Mittelholzer (1923)

## Musée
- Musée de l'aviation de Altenrhein

## Transport
- Sur la ligne ferroviaire Saint-Gall - Landquart - Coire, gare de Rheineck
- Autoroute A1, sortie 85 (Rheineck)
- L'aéroport de Saint-Gall - Altenrhein où de petits avions de ligne se posent
  - site

## Industrie
- La fabrique d'avions et de véhicules (Flug- und Fahrzeugwerke AG Altenrhein anciennement "Dornier-Werke Altenrhein AG")
  - En 1987, la partie ferroviaire est vendue à Schindler, et la partie aérienne à Justus Dornier, depuis lors l'entreprise s'occupe seulement de l'entretien.
  - Site de la fabrique

## Personnalités
- Anna-Joséphine Dufour-Onofrio (1817-1901), femme d'entreprise, est morte à Thal.
- Niki Rüttimann (14962-), coureur cycliste professionnel, est né à Thal.